# Screen (émission de télévision)
Pour les articles homonymes, voir Screen.
Screen, l'agenda est une émission de télévision belge sur le cinéma présentée par Cathy Immelen et diffusée chaque mardi vers 22h00 sur la Deux.

## Histoire de l'émission
Screen apparaît à l'antenne lors de la rentrée de septembre 2002. L'émission fait suite à la disparition des deux émissions de la RTBF consacrés au cinéma : Coup de film (qui présentait les sorties ciné de la semaine)  et Télécinéma (présenté par Philippe Reynaert, et qui se consacrait à la critique).
Lors de son lancement, l'émission était coprésentée par Cathy Immelen et Olivier Monssens. Elle avait pour objectif de reprendre le rôle laissé par Coup de film, et donc de se contenter de présenter les sorties de la semaine. L'analyse critique, quant à elle, était abordée dans une nouvelle émission mensuelle : Ca tourne.
Par la suite, après l'abandon de Ca Tourne, Screen adopta une nouvelle formule, et fut séparée en deux parties : Screen et Screen, le retour. Alors que Screen se réduisait à présenter les nouvelles sorties de la semaine avec les bandes-annonces, Screen, le retour voyait Cathy Immelen accompagnée du journaliste, critique cinéma et tintinophile Hugues Dayez. Cette seconde partie revenait sur les films marquants avec des interviews réalisés par les deux compères auprès des acteurs et réalisateurs, les festivals en cours et ceux-ci donnaient leur appréciation personnelle sur chaque nouvelle sortie dont la bande-annonce a été présentée dans Screen juste avant.
En février 2011, la RTBF abandonne la double-formule de Screen. Pour succéder à Screen, le retour, elle crée le magazine Ciné-station. Celui-ci est d'abord animé par Philippe Reynaert, avant d'être repris par Cathy Immelen. Autour d'eux, des journalistes et des critiques, dont Christophe Bourdon, partagent leurs avis et leurs analyses sur les sorties de la semaine. De son côté, le magazine Screen devient Screen, l'agenda. Toujours présenté par Cathy Immelen, il est désormais diffusé le mardi vers 20h sur La Deux, soit la veille des sorties en Belgique.
En janvier 2015, la RTBF annonce la fin de l'émission, un mois après l'arrêt de Ciné-station. Ces deux programmes sont remplacés par une nouvelle émission intitulée Tellement ciné. Également présenté par Cathy Immelen, Tellement ciné proposera de manière hebdomadaire des interviews et portraits, ainsi que des dossiers plus approfondis, le tout en 30 minutes.